# George Eastman

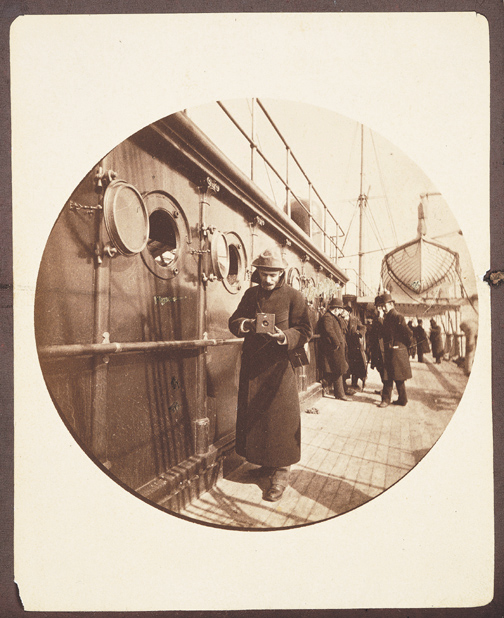
George Eastman z aparatem Kodak-Kamera na pokładzie S.S. Galia. Fotografia Fredericka Fargo Churcha, 1890

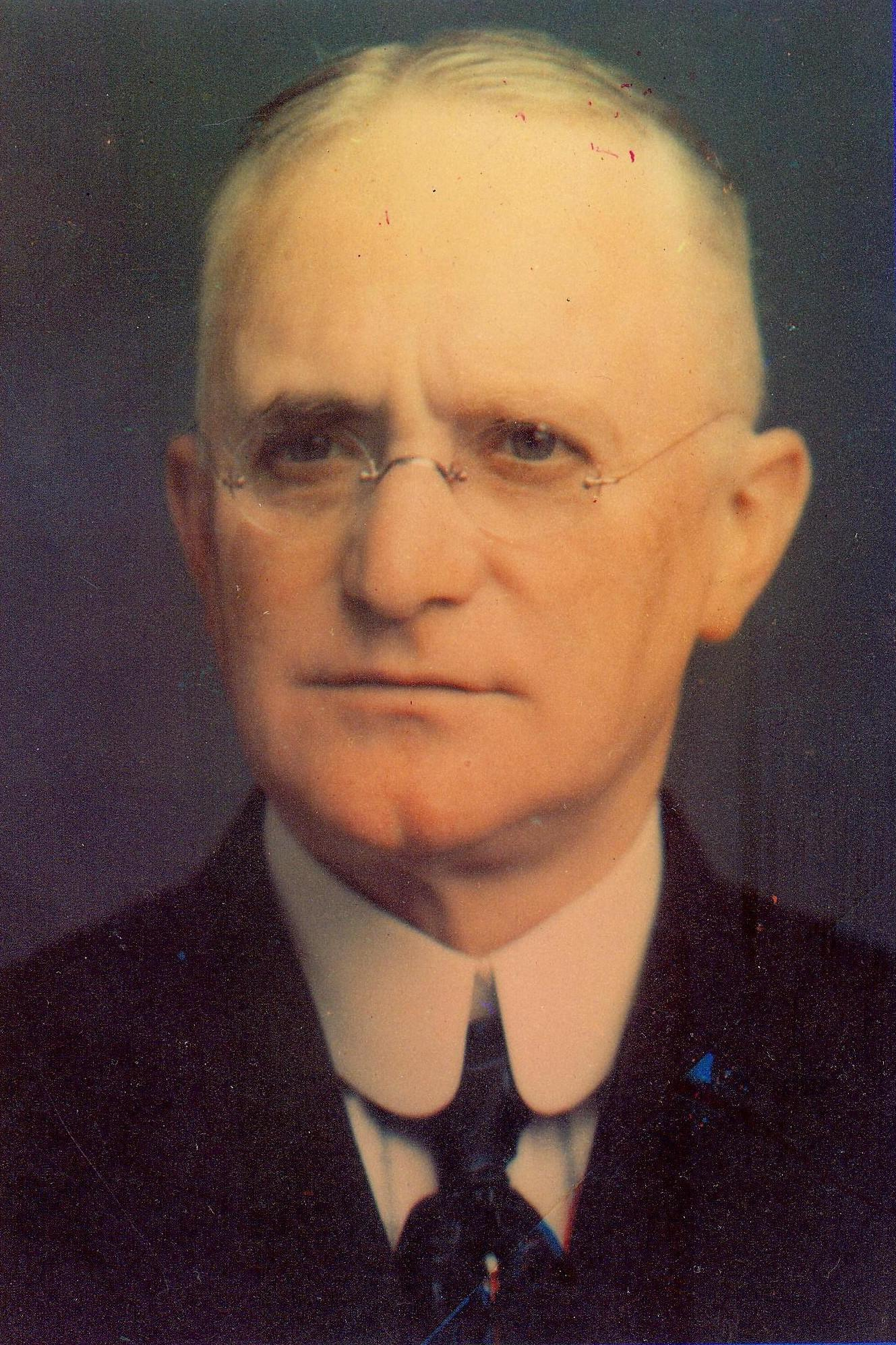
George Eastman na kolorowej fotografii w 1914. Prace nad fotografią kolorową w firmie Kodak rozpoczęły się w 1913 co zaowocowało powstaniem filmu kolorowego Kodachrome w 1935.

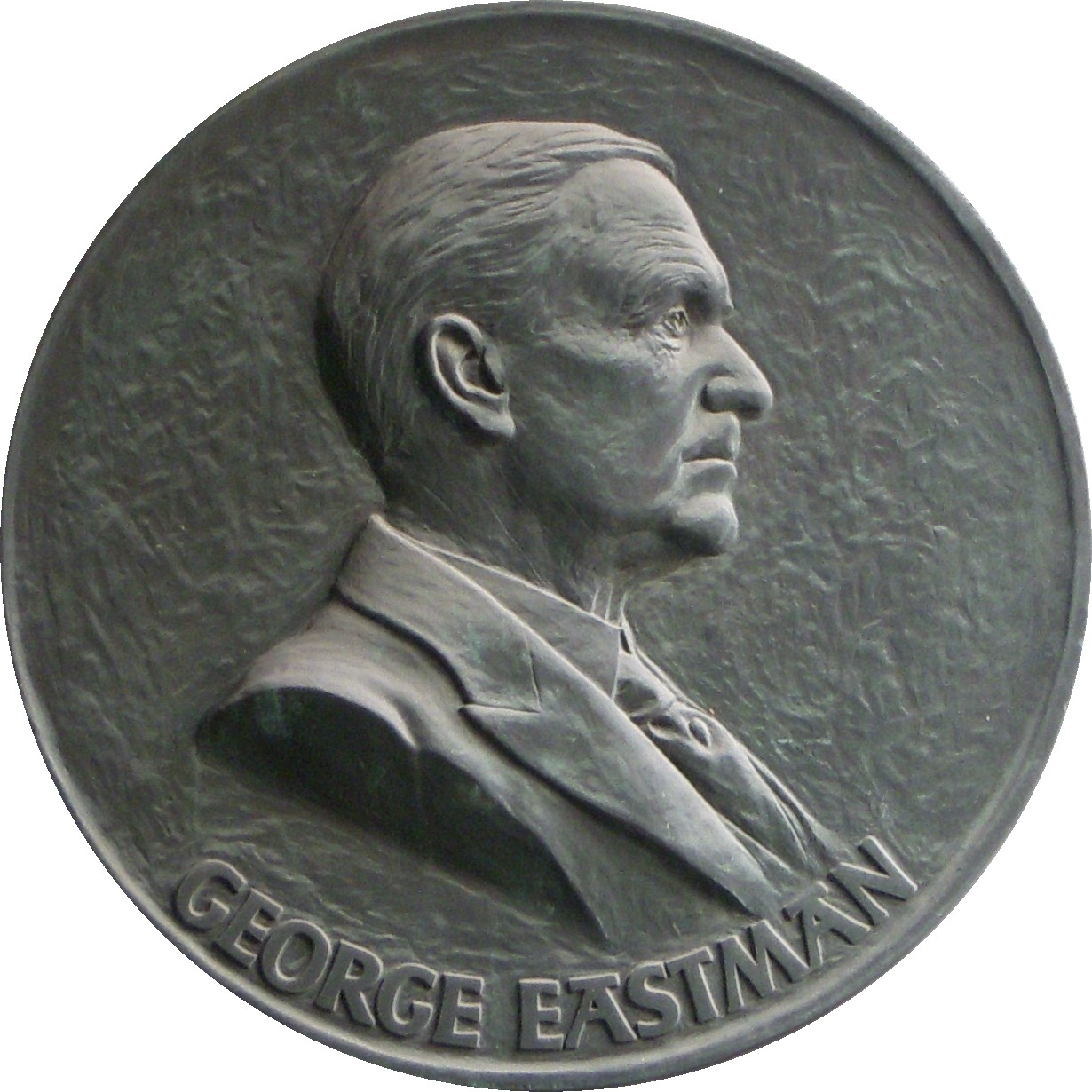
Medal z podobizną Georga Eastmana

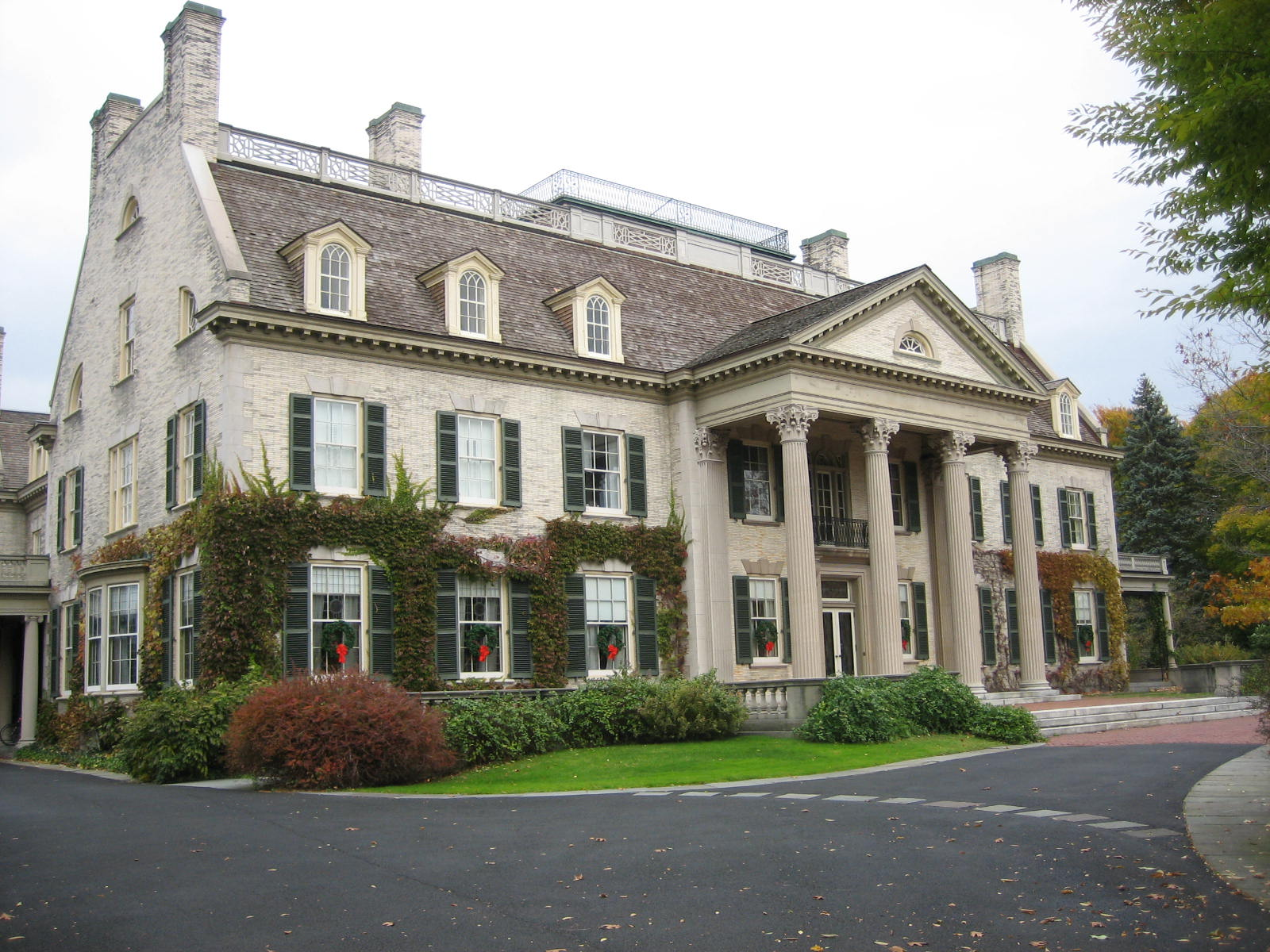
Dom George’a Eastmana w Rochester, gdzie mieści się dzisiaj Muzeum Fotografii.

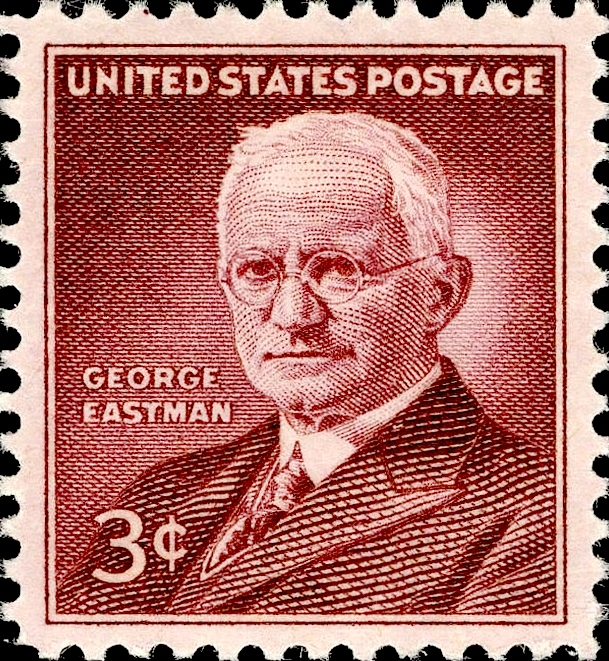
Znaczek z podobizną Eastmana

George Eastman (ur. 12 lipca 1854 w Waterville, zmarł śmiercią samobójczą 14 marca 1932 w Rochester) – amerykański przedsiębiorca współzałożyciel przedsiębiorstwa Eastman Kodak oraz Eastman Chemical. Propagator błony fotograficznej, dzięki której spopularyzował fotografię i która była podstawą do stworzenia kliszy filmowej w 1888 przez Louisa Le Prince’a. Nie był wynalazcą błony fotograficznej, jak powszechnie się twierdzi. Jej twórcą był pastor Hannibal Goodwin.

## Dzieciństwo i młodość
Naukę w szkole w Rochester przerwał przedwcześnie z powodu śmierci ojca. Musiał pomóc w utrzymaniu rodziny. Od 14. roku życia pracował jako goniec biurowy w towarzystwie ubezpieczeniowym, za co otrzymywał trzy dolary tygodniowo. Ponieważ nie wystarczało to do wyżywienia rodziny, uczestniczył jednocześnie w wieczorowych kursach szkoły handlowej, by otrzymać później lepiej płatną posadę w branży bankowej w Rochester Saving Bank.

## Przedsiębiorstwo i marka handlowa Kodak
W 1880 przeszedł do branży fotograficznej i skoncentrował się na rozwoju suchych klisz fotograficznych. W 1881 razem z Henrym Alvah Strongiem założył Eastman Dry Plate Company. W roku 1884 rozpoczęto produkcję papieru negatywowego (Stripping Film), a przedsiębiorstwo zmieniło nazwę na The Eastman Dry Plate and Film Company. W 1884 wspólnie z Williamem Walkerem opatentował film zwijany na bazie papieru (Stripping Film), a następnie odkupił ten wynalazek za 40 tys. dolarów.
W 1886 przedsiębiorstwo przedstawiło swój pierwszy aparat fotograficzny – skonstruowany przez Franklina M. Cossitta – Eastman Detective Camera.
Latem 1888 pojawiły się na rynku aparaty marki Kodak, a w tym legendarny Kodak No.1, skonstruowany dla przedsiębiorstwa przez Franka A. Brownella. Marka handlowa Kodak została zarejestrowana 4 września 1888, a Eastman otrzymał patent na aparat fotograficzny na błonę zwojową.
Od roku 1889 przedsiębiorstwo nazywa się The Eastman Company. Film papierowy został zastąpiony wynalezionym przez Henry’ego M. Reichenbacha dla Eastmana filmem celuloidowym (tzw. film amerykański) film celuloidowy został jednak wcześniej, bo w 1887 opatentowany przez Hannibala Goodwina. Ani więc film na bazie papieru, ani celuloidowy nie zostały wynalezione przez Eastmana. Produkt bazowy – celuloid – także nie jest wynalazkiem amerykańskim.

Bracia Hyatt kupili w 1868 brytyjski patent na parkesinę, czyli pierwszy celuloid wynaleziony w 1856 przez prof. Aleksandra Parkesa z Birmingham.

## Produkt masowy
Decydującym wkładem Eastmana w rozwój fotografii było otwarcie na rynek masowy, poprzez umiejętną politykę handlową. Sprzedaż aparatów fotograficznych powiązana została z serwisem. Wedle zasady, która była jednocześnie handlowym sloganem: „You Press the Button, We Do the Rest” – „Naciskasz spust, a my robimy resztę”.
Standardowy model aparatu Kodaka z 1888 kosztował ok. 25 USD, czyli miesięczną pensję robotnika. Od roku 1900, model Browni-Kamera filmowa można było otrzymać za jednego dolara łącznie z filmem. Po naświetleniu materiału, klient mógł zwrócić aparat do sklepu, gdzie film był wywoływany, robione były odbitki i do aparatu ładowano nowy film.
Nazwa marki handlowej Kodak została również wymyślona przez Eastmana. W założeniach miała to być nazwa wpadająca w ucho i w żadnym razie nie przypominająca brzmieniem nazw europejskich. Jej inspiracją miał być dźwięk spustu migawki w pierwszych konstrukcjach.

## Eastman jako reformator socjalny
George Eastman dał się również poznać jako przedsiębiorca pełen pomysłów socjalnych oraz mecenas nauki i kultury. W swojej firmie wprowadził dobrowolnie jako pierwszy zabezpieczenia rentowe, rentę starczą oraz rentę z tytułu niezdolności do pracy. Wprowadził ubezpieczenia na życie, oraz dywidendy dla swoich pracowników.

## Mecenas kultury i nauki
Jako mecenas założył Szkołę Muzyczną Eastmana (Eastman School of Music) Największą sumę – 20 milionów dolarów – ofiarował MIT. Pokaźne sumy przekazał też na uniwersytet w Rochester, kliniki, fundacje poparcia obywateli afroamerykańskich. Zgromadził też jedną z największych prywatnych kolekcji malarstwa.
Kiedy w 1932 zapadł na nieuleczalne i bolesne zwężenie kanału kręgowego, wybrał śmierć z własnej ręki, pozostawiając list o treści: „My work is done, why wait?” – „Moja praca została wykonana, po co czekać?”
Kodak przyznawał od końca 1980 do połowy lat 90. Medal George Eastmana za szczególne zasługi dla fotografii.